# Liparis lueri
Liparis lueri är en orkidéart som beskrevs av Dodson. Liparis lueri ingår i släktet gulyxnen, och familjen orkidéer. Inga underarter finns listade i Catalogue of Life.